# Painted Desert Inn
Painted Desert Inn is een lodge in het Petrified Forest National Park in de Amerikaanse staat Arizona.
Het werd gebouwd in de periode 1937–1940 naar een ontwerp van architect Lyle E. Bennett e.a. In 1963 werd het gesloten en waren er plannen om het te slopen. In 1976 werd de lodge opnieuw beperkt opengesteld. 
Het rustieke gebouw is een National Historic Landmark sinds 1987. Sinds 2006 is er een museum en boekwinkel gevestigd.